# Liste der Landesregierungen Niederösterreichs

Niederösterreichisches Landeswappen

Die Liste der Landesregierungen Niederösterreichs listet alle Landesregierungen des österreichischen Bundeslandes Niederösterreich seit der Auflösung des Habsburger Vielvölkerreiches nach dem Ersten Weltkrieg auf.
Erste Republik/Austrofaschismus
- Landesregierung Sever (1919–1920, gemeinsam mit Wien)
- Landesregierung Mayer I (1920–1921)
- Landesregierung Mayer II (1921–1922)
- Landesregierung Buresch I (1922–1927)
- Landesregierung Buresch II (1927–1931)
- Landesregierung Reither I (1931–1932)
- Landesregierung Buresch III (1932–1933)
- Landesregierung Reither II (1934–1938)

Nationalsozialismus
- Landesregierung Jäger (1938)

Zweite Republik
- Provisorische Landesregierung Figl I (1945)
- Landesregierung Reither III (1945)
- Landesregierung Reither IV (1945–1949)
- Landesregierung Steinböck I (1949)
- Landesregierung Steinböck II (1949–1954)
- Landesregierung Steinböck III (1954–1959)
- Landesregierung Steinböck IV (1959–1962)
- Landesregierung Figl II (1962–1964)
- Landesregierung Figl III (1964–1965)
- Landesregierung Hartmann (1965–1966)
- Landesregierung Maurer I (1966–1969)
- Landesregierung Maurer II (1969–1974)
- Landesregierung Maurer III (1974–1979)
- Landesregierung Maurer IV (1979–1981)
- Landesregierung Ludwig I (1981–1983)
- Landesregierung Ludwig II (1983–1988)
- Landesregierung Ludwig III (1988–1992)
- Landesregierung Pröll I (1992–1993)
- Landesregierung Pröll II (1993–1998)
- Landesregierung Pröll III (1998–2003)
- Landesregierung Pröll IV (2003–2008)
- Landesregierung Pröll V (2008–2013)
- Landesregierung Pröll VI  (2013–2017)
- Landesregierung Mikl-Leitner I (2017–2018)[1]
- Landesregierung Mikl-Leitner II (2018–2023)
- Landesregierung Mikl-Leitner III (2023–)